# Florian Genton
Pour les articles homonymes, voir Genton.
Florian Genton est un journaliste sportif français né le 5 novembre 1981 à Paris.

## Biographie

### Famille et études
Petit frère de Benjamin Genton, ancien joueur professionnel au Havre et aujourd'hui dans le staff du FC Lorient, et cousin des frères Cheyrou (Bruno et Benoît). Ils ont grandi dans la ville de Jouy-en-Josas dans les Yvelines et ont commencé à jouer au football au FC Versailles 78. Moins doué que les 3, il se concentre sur ses études. Après un bac ES, il entre au Studec ce qui lui permet de faire des stages notamment un en septembre 2001 à RMC Info.

### Parcours
Lorsqu'il entre à RMC en septembre 2001 c'est d'abord pour un stage de 2 mois. Les conventions de stage s'additionnent jusqu'en mai 2002, alors, le directeur des sports de RMC François Pesenti lui propose un CDD pour l'été.
En septembre 2002, il obtient un CDI, devient journaliste à part entière et commence officiellement sa carrière de journaliste. Sur l'antenne de RMC, il jongle entre animation d'émission, reportages et commentaires. Spécialisé dans le football, il couvre l'Euro 2004 et la coupe du monde 2006.
En 2006, il remplace Jean Resseguié à l'animation du show radio Luis attaque avec Luis Fernandez du lundi au jeudi de 18 h à 19 h 30 (puis de 16 h à 18 h). Il y anime également les multiplexes de Ligue 1 chaque samedi avec Jean-Michel Larqué dans l'Intégrale Foot.
Juste avant l'Euro 2008, il annonce à François Pesenti, qu'il quitte RMC après la compétition. Ce dernier décide d'interrompre leur relation avant l'Euro après 7 ans passés à RMC[réf. nécessaire].
À la rentrée 2008, il rejoint Orange sport. Sur Orange, il occupe le rôle d'homme de terrain du match de Ligue 1 du samedi soir avec une équipe composée de Céline Géraud (animatrice du Ligue 1 Football Tour et de l'After Football Tour), Denis Balbir (commentateur), Youri Djorkaeff (consultant), Franck Sauzée (consultant), Christian Karembeu (consultant) et Jérôme Alonzo (consultant)[réf. nécessaire].
En septembre 2008, il devient chroniqueur dans Europe 1 Foot animée par Alexandre Delpérier sur Europe 1.
Depuis la rentrée 2009, il retrouve Luis Fernandez pour le Luis Football Tour chaque vendredi et anime L'Hebdo de la Bundesliga chaque lundi.
Le 23 août 2010, Florian Genton fait son retour sur RMC, en animant de nouveau 2 ans après, Luis attaque avec Luis Fernandez.
Florian Genton quitte Orange Sport et RMC, et rejoint beIN Sports à compter de la saison 2012-2013. Il anime l'avant et l'après-match du grand match de Ligue 1  du vendredi soir avec Éric Roy et Luis Fernandez ou Jean-Alain Boumsong, il présente Dimanche Ligue 1 Le Mag chaque dimanche de 12h à 14h avec Luis Fernandez et est homme de terrain des matchs de Ligue des Champions.
Depuis le début de la saison 2016/2017 il anime avec Luis Fernandez l'émission Vendredi ligue 1 en 2e partie de soirée.